# Летица, Карло
Карло Летица (хорв. Karlo Letica; родился 11 февраля 1997 года, Сплит, Хорватия) — хорватский футболист, вратарь швейцарского клуба «Лозанна».

## Клубная карьера
Летица — воспитанник клуба «Хайдук» из своего родного города. В 2016 году для получения игровой практики Карло был отдан в аренду в «Рудеш». 28 августа в матче против «Солина» он дебютировал во Втором дивизионе Хорватии. По окончании аренды Летица вернулся в «Хайдук». 11 августа 2017 года в матче против «Славен Белупо» он дебютировал в чемпионате Хорватии. 10 марта 2018 года в поединке против «Истра 1961» Карло забил свой первый гол за «Хайдук», придя в конце встречи в штрафную соперника.
Летом 2018 года Летица перешёл в бельгийский «Брюгге».
В 2019 году был арендован итальянским СПАЛом. Контрактное соглашение включает опцию выкупа игрока.

## Международная карьера
В 2016 году в составе юношеской сборной Хорватии Летица принял участие в юношеском чемпионате Европы в Германии. На турнире он сыграл в матчах против команд Нидерландов и Франции.

## Достижения
«Брюгге»
- Обладатель Суперкубка Бельгии: 2018

«ЧФР Клуж»
- Чемпион Румынии: 2021/22